# La Maison dans l'ombre
Pour plus de détails, voir Fiche technique et Distribution.
La Maison dans l'ombre (titre original : On Dangerous Ground) est un film américain, réalisé par Nicholas Ray, sorti en 1951.
Film noir, il est l'adaptation du roman Mad with Much Heart de Gerald Butler
Le film est structuré en deux parties. La première, dont la durée est d'environ trente minutes, filmée en fin de journée et la nuit dans les quartiers malfamés d'une métropole des États-Unis, regroupe quasi exhaustivement les codes du film noir en milieu urbain, à savoir : éclairages en clairs-obscurs, avenues au bitume gris et mouillé, ruelles dans l'obscurité, réverbères et leur halo de lumière, indics, petits malfrats, policiers intègres.
Pour la deuxième partie, Nicholas Ray opère un virage à 180 degrés ; le contraste est saisissant avec un décor désormais rural, une ambiance diurne, des paysages enneigés et une très forte luminosité. Dans cette deuxième partie, on reconnait dans le thème musical de Bernard Herrmann associé à la poursuite du malfaiteur une première version du célèbre thème de la poursuite dans La Mort aux trousses de Hitchcock.

## Synopsis
Jim Wilson (Robert Ryan) est un policier célibataire, entièrement dévoué à son métier, dont les résultats sont bons voire excellents, mais obtenus par des méthodes d'investigation agressives et souvent en marge de la légalité, désapprouvées par ses collègues et sa hiérarchie. C'est également un être sombre, au tempérament irascible, le résultat de frustrations accumulées. Il est chargé de l'enquête du meurtre d'un de ses collègues commis deux semaines auparavant et dont le ou les auteurs sont toujours en cavale. En compagnie de son associé et exploitant une information d'un indic, les deux hommes se rendent au domicile de Myrna Bowers (Cleo Moore), dont l'ami, Bernie Tucker (Richard Irving), est censé faire partie du cercle des présumés coupables.
Après avoir obtenu de Myrna l'adresse de la cache de son ami, ce dernier est arrêté ; au cours de l'interpellation, exaspéré par l’insolence de Bernie, Jim le frappe. Le capitaine Brawley (Ed Begley), son supérieur, le désavoue et le met alors en garde, lui demandant, à l'avenir, de faire preuve de calme et de retenue. Quelques jours plus tard, lors d'une patrouille, Jim et ses acolytes entendent une femme crier et découvrent Myrna ; victime de représailles, elle vient d'être rouée de coups par deux voyous que les policiers rattrapent. Jim saisit l'un des deux hommes et le rosse, commettant à nouveau un acte de violence.
Le lendemain de cette nouvelle bavure, Brawley annonce à Jim qu'il est muté dans une zone rurale et montagnarde à 100 km au nord de la ville. Malgré cette mise au vert, il conserve un emploi similaire et il est donc chargé d’élucider l’assassinat d’une jeune fille, Sally Brent. Jim et Walter Brent, le père (Ward Bond) de la victime, homme violent et caractériel, dont le but avoué est de venger la mort de sa fille et qui veut absolument accompagner l’inspecteur, poursuivent le suspect, un adolescent, grâce aux traces laissées dans la neige ; elles les mènent à une maison isolée où vit Mary (Ida Lupino), une jeune et belle femme aveugle dont le frère, Danny, a disparu depuis deux jours. Convaincu que Mary ne dit pas la vérité et protège le fugitif, Walter s’apprête à la frapper afin de la faire parler, mais le policier s’interpose. 
Jim n'est pas insensible aux charmes de la jeune aveugle et, rapidement, il éprouve une attirance pour cette mystérieuse femme ; et chez Mary naît un sentiment réciproque...  

## Fiche technique
- Titre : La Maison dans l'ombre
- Titre original : On Dangerous Ground
- Réalisation : Nicholas Ray
- Scénario : A.I. Bezzerides (scénario & adaptation) et Nicholas Ray (adaptation), d'après le roman Kiss the Blood Off My Hands de Gerald Butler
- Photographie : George E. Diskant (Directeur de la photographie)
- Montage : Roland Gross
- Musique : Bernard Herrmann et Paul Sawtell (non crédité)
- Direction artistique : Ralph Berger et Albert S. D'Agostino
- Décors : Harley Miller et Darrell Silvera
- Producteur : John Houseman
- Société de production : RKO Radio Pictures
- Société de distribution : RKO Radio Pictures
- Pays de production :  États-Unis
- Langue : Anglais américain
- Format : Noir et blanc — 35 mm — 1,37:1 — Son : Mono
- Genre : Film dramatique, Film policier, Film noir
- Durée : 82 minutes (1 h 22)
- Dates de sortie : 
  - États-Unis : 13 décembre 1951
  - France : 20 juin 1952

## Distribution
- Ida Lupino : Mary Malden
- Robert Ryan : Jim Wilson
- Ward Bond	: Walter Brent
- Charles Kemper : Pop Daly
- Anthony Ross : Pete Santos
- Ed Begley : capitaine Brawley
- Sumner Williams : Danny Malden, le frère de Mary
- Cleo Moore : Myrna Bowers
- Ian Wolfe : Shérif Carrey
- Richard Irving : Bernie Tucker
- Gus Schilling : Lucky
- Nestor Paiva (non crédité) : Bagganierri

## À noter
- Ida Lupino, qui avait déjà entamé une carrière de réalisatrice, est réputée avoir dirigé plusieurs scènes lors d'absence de Nicholas Ray pour maladie[1],[2]. Et notamment la séquence finale exploitée, qui remplace celle de Ray qui déplut à la production mais qu'il ne voulut pas retourner[3].